# Бохнер Осип
Бохнер Осип(1.06.1899, с. Раковець Городенківський повіт, тепер Богородчанський район Івано-Франківської області)- український військовик, стрілець гарматного полку Коломийської бригади УГА (1918 - 1919).
Відповідно до українського законодавства є борцем за незалежність України у ХХ столітті.

## Біографія
Закінчив 5 класів Української державної гімназії (с. Раковець, 1916). 6-й клас закінчив 1918 р. у Відні.

В “Curriculum vitae” писав: 
“В році 1919 дістався в польський полон і був у та борі полонених в Берестю, а опісля в Домб’ю коло Кракова до червня 1920 р. 8-й клас закінчив в Українській державній гімназії (Коломия, 30.05.1921). “Не маючи змоги дальше студиювати по причині невідрадних матеріяльних відносин, перебував перед цілий рік шкільний 1921/22 на лекції в селі Раківцях”.
Намагався поступити до Української господарської академії, одначе йому було відмовлено у вступі через відсутність документів. Потім він поступив на навчання на медичному факультеті Українського (таємного) університету у Львові. Восени 1923 р. Львівська студентська рада рекомендувала українській громаді США надати йому допомогу, бо він і його по братими - “борці за ідею, борці за все, що українське, провідники стремлінь усього народу”.
Подальша доля невідома

## Див.також
- Українська революція
- ЗУНР
- Українська Галицька Армія